# Száriputta
Száriputta (szanszkrit: शारिपुत्र – Sáriputra, páli: Száriputta) volt Gautama Sziddhártha, a történelmi Buddha egyik legfőbb tanítványa (a másik Maudgaljájana (páli: Moggallána) volt. Az apácák között Khéma és Uppalavanná álltak legközelebb a Buddhához. Száriputta elérte az arhat szintet. Híres volt bölcsességéről és a théraváda hagyományban ő volt Buddha egyik legfontosabb tanítványa.

## Neve
Sári az anyja nevéből jön, illetve egy különleges madarat is így hívtak. A putra gyermeket vagy fiút jelentett. Másik elnevezése Upatissza, amely az édesapja Tissa nevéből ered. A japánban Sarihocu-nak nevezik (舎利弗).

## Élete
Száriputta brahmin családból származik. Akkor indult el a spirituális, aszkéta úton, amikor először hallotta Buddha tanításait. Száriputta közeli barátja volt Mahámaudgaljájana (páli: Mahámoggallána), aki szintén vándor aszkéta volt. Ugyanazon a napon mondtak le a világi életről és a szkeptikus Szanydzsaja Belatthaputta tanítványai lettek.
Miután egy Asszadzsi (szanszkrit: Aszvadzsit) nevű paptól hallottak Buddha tanításairól, Száriputta és barátja felkereste a Buddhát és az ő tanítványává váltak. Gyakran ábrázolják őket Buddha társaságában, és számos szútrában szerepel Száriputta és Maudgaljájana beszélgetése. Híressé vált mindkettőjük természetfeletti ereje is.

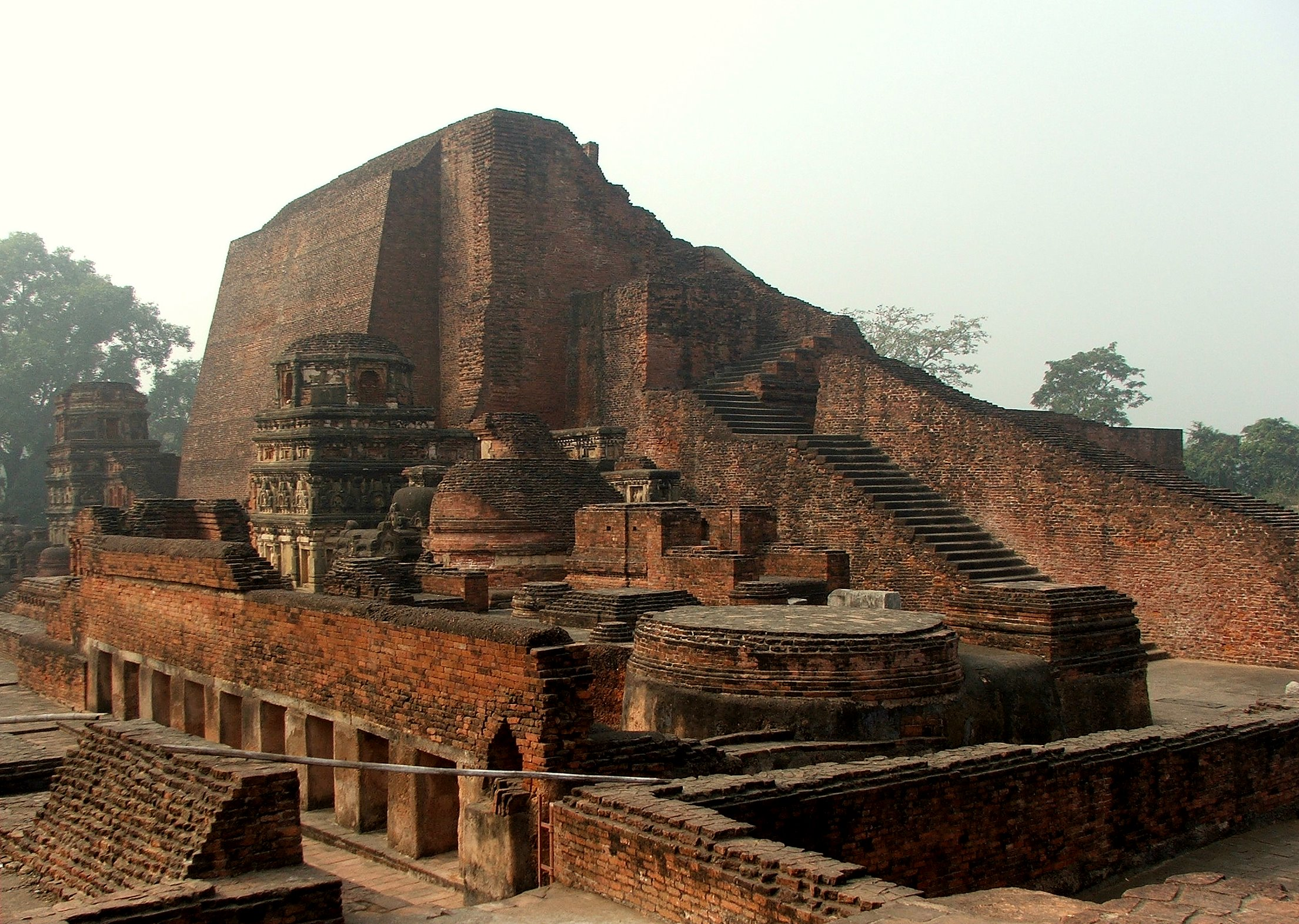
A Száriputta sztúpa Nálandában – születése és halála helye.

Egy többé-kevésbé mulatságos jelenetben a egy pajkos jaksa szellem (páli: jakkha) úgy dönt, hogy fejbúbon kólintja Száriputtát. Maudhaljajana észrevette ezt "isteni szemeivel" (látószerű képesség) és megpróbálta figyelmeztetni Száriputtát. Azonban Száriputta a méretes ütést csupán egy könnyű fénycsóvaként érzékelte. Maudhaljajana megdöbbent, hogy Száriputta szinte meg sem érezte az ütést. Száriputta pedig azon lepődött meg, hogy Maudhaljajana egyáltalán észlelte a láthatatlan szellemet, aki az ütést mérte rá.
Száriputta gyakran tanított másokat a Buddha beleegyezése mellett és kiérdemelte a "dharma tábornoka" címet (páli: Dhammaszenápati) a tan hirdetéséért és egyben az Abhidharma hagyomány alapítójának is tekintik. Egy alkalommal azonban a Buddha megfedte Száriputtát, amikor egy hercegnek nem teljesen magyarázta el a dharmát, másodszor pedig akkor, amikor egy csoport új szerzetesre nem szólt rá, hogy ne hangoskodjanak.
Mindazonáltal Száriputta volt az egyik legtöbbször dicsért tanítvány és legalább egyszer igaz spirituális fiaként utalt rá Buddha.

### Halála

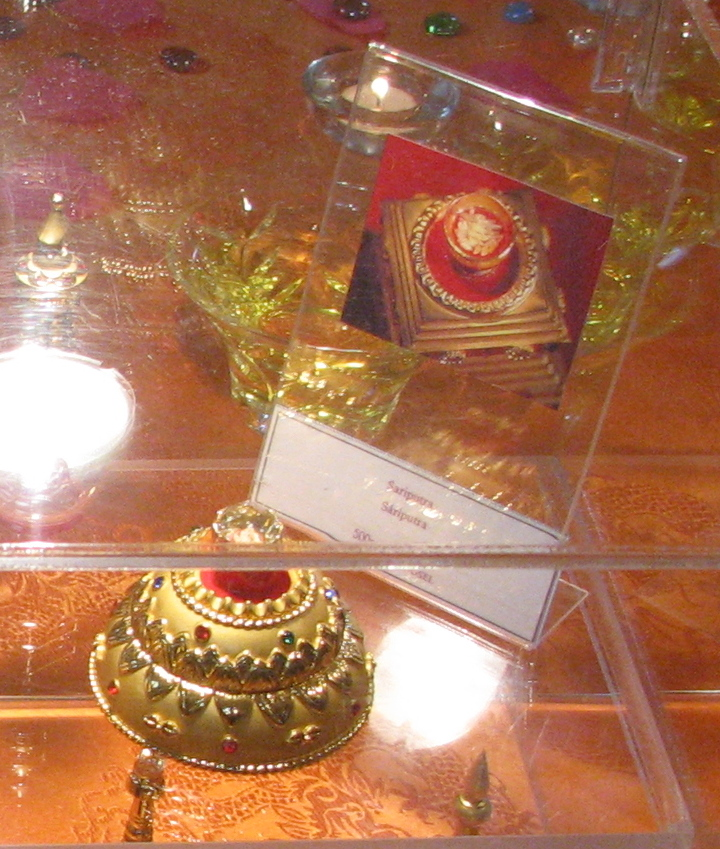
Száriputta relikviák.

A páli kánon szerint Száriputta nyugodt körülmények között halt meg, az ősi indiai naptár Kartika hónapjának teliholdján, Buddha halála előtt pár hónappal.

## A mahájánában
Amíg a páli kánonban egységesen pozitívan ábrázolják Száriputtát, néhány mahájána forrás kevésbé hízelgő képet fest róla, mintegy Buddha ellenpárjaként. A Vimalakírti szútrában, Száriputtát a théraváda vagy a srávaka hagyomány hangjaként ábrázolják, amelyek a mahájána szútrákban lealacsonyító hagyományt jelent. Ebben a szútrában Száriputta képtelen megérteni helyesen a mahájána tanokat, amelyeket Vimalakírti és mások mondanak neki. Vitákban többször is alulmarad, például egy női istenséggel szemben, aki elutasítja Száriputta "hínajána" feltételezéseit a nemről és formáról.
Kérdőre vonja Száriputtát, hogy ha olyan bölcs, akkor mondja meg, hogy az istennőnek miért van női alakja. Ezután az istennő nemet vált és azt mondja, hogy a dolgokban nincs sem női sem férfi.
Azonban a Lótusz szútrában a Buddha azt jósolja, hogy Száriputtából később buddha lesz (Virág ragyogás Tathágata, aminek következtében úgy mondják, hogy Száriputta tudata táncolt az örömtől.